# یارتسوو
یارتسوو (به لاتین: Jarcewo) یک روستا در لهستان است که در گمینا خوینگتسه واقع شده‌است. یارتسوو ۱۸۲ نفر جمعیت دارد.